# گومبوش‌سگ
گومبوش‌سِگ (به مجاری:  Gombosszeg) یک شهرداری در مجارستان است که در زالا واقع شده‌است. گومبوش‌سِگ ۲٫۱۶ کیلومتر مربع مساحت و ۴۹ نفر جمعیت دارد.